# Rud (namn)
Rud (från norrönt ruð, nyröjd gård) är ett vanligt ortnamn och efternamn i Norge. Vanligast är det i ortnamn som efterled sammansatt med namnet på bonden som röjde området, som Ellingsrud, där personen Elling stod for nyröjningen, troligen en gång mellan år 1050 och 1350 när begreppet var vanligast använt.
Som efternamn är Rud ensamt (inte som efterled) bara använt av 378 personer, skrivformen Ruud är vanligare.